# Радкевич, Евгений Владимирович
Евгений Владимирович Радкевич (род. 26 января 1943 года, Челябинск) — советский и российский учёный-математик, доктор физико-математических наук, педагог высшей школы, режиссёр, актёр.

## Биография
Родился в семье инженера.
В 1965 году окончил механико-математический факультет МГУ, в 1968 году — аспирантуру там же. Во время учёбы принимал активное участие в работе Студенческого театра МГУ под руководством П. П. Васильева[уточнить] (затем — П. Н. Фоменко).
По распределению поступил на работу в Институт проблем механики АН СССР в Отдел математических методов механики (1968).
Кандидат физико-математических наук (1969, тема диссертации «Гипоэллиптические операторы с переменными коэффициентами»), ученик О. А. Олейник.
В 1974 году перешёл на преподавательскую работу в МИЭМ, затем — в МИРЭА.
Не прекращая научную и преподавательскую деятельность, в 1969 году поступил, а в 1976 году окончил ГИТИС (специальность «Режиссура драмы», курс Андрея Гончарова, однокурсниками на актёрском отделении были Светлана Акимова, Александр Соловьев, Игорь Костолевский, Александр Фатюшин). Дипломный спектакль «Рассказ от первого лица» поставил в Театре на Малой Бронной у Анатолия Эфроса.
Доктор физико-математических наук (1988, тема диссертации «Эллиптико-параболические краевые задачи со свободной границей»).
Профессор кафедры дифференциальных уравнений механико-математического факультета МГУ (с 1993 года). С 1997 по 2003 год сотрудничал в Институте Вейерштрасса (Берлин).
Подготовил 6 кандидатов и 1 доктора наук.

## Научные интересы
Теория уравнений с частными производными, краевые задачи со свободной границей, проблемы фазовых переходов, асимптотические методы решения задач.

## Театральные работы[5]
Как режиссёр ставил спектакли в Театре на Малой Бронной, ТЮЗе, Московском Новом драматическом театре.

## Фильмография
1975 «Следствие ведут ЗнаТоКи. Ответный удар» (Дело № 10, 1-я серия) — молодой рабочий на свалке («Чем интересуетесь?»)

### Режиссёр
1984 «Парамон и Аполлинария» (короткометражный).

## Награды
Премия Московского комсомола
Лауреат фестиваля
«Московская театральная весна-83» за спектакль «Новичок» (ТЮЗ)
Лауреат Третьего фестиваля молодых кинематографистов Центральной киностудии им. М. Горького, 1984 за фильм «Парамон и Аполлинария» (короткометражный).